# Joan Botam i Casals
Joan Botam i Casals (les Borges Blanques, 21 de setembre de 1926 - Barcelona, 30 de novembre de 2023) fou un sacerdot i caputxí català, amb el nom religiós de Fra Salvador de les Borges. Se l'ha considerat "el pare de l'ecumenisme a Catalunya".

## Biografia
En acabar els estudis, treballà al Registre de la Propietat i com a interventor a l'Ajuntament de les Borges Blanques. El 1944 ingressà com a novici a l'Orde dels Frares Menors Caputxins, a Arenys de Mar. El 1955 es doctorà en Teologia a la Universitat Pontifícia de Salamanca i a la Pontifícia Universitat Gregoriana de Roma, i el 1957 fou nomenat vicedirector (més tard en fou director) del Col·legi de Filosofia i Teologia dels Framenors Caputxins. El 1952 fou ordenat prevere.
Interessat per la cultura catalana, el seu treball Arnau de Vilanova, moralista (1956) va rebre el Premi Jaume Serra i Húnter atorgat per l'Institut d'Estudis Catalans. També s'ha interessat per l'excursionisme. El 1963 fou nomenat provincial dels Frares Menors caputxins de Catalunya, alhora que exercia com a consiliari de la institució ecumènica Pax Christi, càrrec des del qual impulsà iniciatives vinculades a la pau i l'ecumenisme. Així, participà en la fundació de l'Institut Víctor Seix de Polemologia, formà part del jurat per a la concessió del Memorial Joan XXIII i col·laborà activament amb la resistència cultural antifranquista, jugant un paper destacat en la Caputxinada de 1966. Arran d'aquest fet, el governador civil de Barcelona, Antonio Ibáñez Freire intentà expulsar-lo d'Espanya, però les autoritats religioses i el Vaticà ho van impedir.
El 1984 va fundar el Centre Ecumènic de Catalunya per tal de promoure el diàleg entre ortodoxos, anglicans, catòlics i protestants; i posteriorment la Plataforma Intercultural Barcelona 1992 per tal de promoure el diàleg entre religions aprofitant la celebració dels Jocs Olímpics d'Estiu de 1992 a Barcelona i que tots els esportistes de diferents religions gaudissin d'un espai comú per a resar. Així sorgiria el Centre Abraham del Poblenou. Alhora, fou nomenat president de la Unió de Religiosos de Catalunya (URC) i fou un dels promotors del Primer Congrés de Vida Religiosa a Catalunya.
El 1997 fou president de la Comissió elaboradora de l'avantprojecte de Centre Interreligiós / Servei Municipal d'Atenció a Persones i Agrupacions Religioses de Barcelona. El 2000 va representar Barcelona, juntament amb Enric Capó, a la Cimera del Mil·lenni de líders religiosos i espirituals a les Nacions Unides.
Morí l'any 2023 quan encara residia a la comunitat de caputxins de Sarrià on hi vivia des dels 60 anys.

## Reconeixements
- 2010 - Creu de Sant Jordi per la seva contribució al diàleg entre religions i per promoure la pau, la convivència i l'entesa entre cultures. També ha rebut el Premi en convivència i diàleg interreligiós del Grup de Treball Estable de Religions (GTER).
- 2015:
  - V Memorial Àlex Seglers, a Sabadell.[6]
  - Premi ICIP Constructors de Pau. per la seva tasca en favor de la pau i en la defensa del diàleg interreligiós.[7][8]
- 2017 - Premi Olivera d'Or al Borgenc de l'Any.
- 2022 - Memorial Cassià Just.[5]